# Starquake (počítačová hra)
Starquake je počítačová hra typu dvourozměrného plošinového bludiště napsaná Davem Collinsem a Stephenem Crowem, publikovaná softwarovou společností Bubble Bus a vydaná v roce 1985. Byla vydána pro Commodore 64, MSX, ZX Spectrum, Amstrad CPC, Atari XL, Acorn BBC model B, počítače IBM PC kompatibilní a Atari ST. Verze pro Amigu byla původně plánována na rok 1991, ale vyšla až v roce 2018.

## Děj
Hráč ovládá postavičku, která se nazývá BLOB (z anglického „Bio-Logically Operated Being“ – bio-logicky ovládaná bytost), jejíž kosmická loď havarovala na neznámé planetě. Havárie poškodila jádro této planety a úkolem hráče je nalézt jednotlivé součásti jádra, které jsou rozházené po planetě a spravit ho, než exploduje. Obyvatelům planety se přítomnost hlavního hrdiny nelíbí a snaží se ho zabít.

## Hratelnost
Hra Starquake má několik vlastností, které jí odlišují od ostatních plošinových her své doby:

### Pohyb
Je mnoho způsobů, jak s postavičkou pohybovat:
- základem je běh, BLOB se umí pohybovat relativně rychle;
- na předem definovaných místech se nacházejí podložky, pomocí kterých se postavička může vznášet; nicméně v takovou chvíli nelze uchopit volně ležící předmět;
- aby se dostal výš, může hlavní hrdina pokládat vlastní stavební bloky, které vydrží kratší dobu;
- v bludišti se nachází mnoho výtahů;
- ve hře je také více teleportů, pro přenos do cílové stanice musíte znát bezpečnostní kód.

### Inventář
BLOB může najednou pobrat až čtyři předměty, které ukládá ve FIFO posloupnosti. Některé nalezené předměty se používají k opravě jádra, jiné se musí vyměnit pomocí Cheopsovy pyramidy za něco užitečnějšího. Dále je ve hře přístupová karta určená jednak k pyramidě a jednak může nahradit libovolnou číslovanou kartu, které jsou potřeba k otevření některých dveří.

### Rozsah hry
Bludiště je obsáhlé a rozmanité a skládá se z 512 obrazovek. Předměty a součásti jádra jsou po každém spuštění hry rozmístěny jinak.